# Herman Teirlinck
Herman Louis Cesar Teirlinck, nascut a Sint-Jans-Molenbeek el 4 de febrer de 1879 i mort a Beersel el 4 de febrer de 1967 va ser un novel·lista i dramaturg belga d'expressió neerlandesa. Fou professor de literatura i director de l'Institut Superior de les Arts Decoratives.
Herman Teirlinck fou preceptor del futur rei Leopold III. El 1956 va ser el primer escriptor que va rebre el prestigiòs Premi de les Lletres neerlandeses.

## Obra dramàtica
- De vertraagde film (1922)
- Ik dien (1924)
- De man zonder lijf (1925)
- De wonderlijke mei (1925)
- De ekster op de galg (1937)
- Ave (1938)

(textos teòrics sobre teatre)
- Wijding voor een derde geboorte (1956)
- Dramatisch Peripatetikon (1959)